# Septimio
Septimio o Septimino (en latín, Septimius o Septiminus) fue un usurpador del Imperio romano proclamado en 271, en Dalmacia, durante el reinado del emperador oficial Aureliano. Su revuelta pronto se vino abajo cuando apareció la inminencia de una invasión goda, y Septimio fue asesinado por sus propias tropas.